# Карпов, Иван Николаевич
Иван Николаевич Карпов (15 сентября 1892 — 8 ноября 1953) — советский хозяйственный, государственный и политический деятель.

## Биография
Родился в 1892 году в станице Усть-Медведицкой области Войска Донского. Член ВКП(б) с 1918 года.
С 1917 года — на хозяйственной, общественной и политической работе. В 1917—1946 гг. — председатель Усть-Медведицкого окружного военно-революционного комитета, в РККА, ответственный секретарь Усть-Медведицкого окружного комитета РКП(б), заведующий агитационно-пропагандистским отделом Царицынского районного комитета РКП(б), ответственный секретарь 2-го районного комитета РКП(б) Царицына, ответственный секретарь Николаевского уездного комитета ВКП(б), ответственный секретарь Сталинградского уездного комитета ВКП(б), ответственный секретарь Тарского окружного комитета ВКП(б), в Западно-Сибирской краевой контрольной комиссии ВКП(б), 1-й секретарь Нижне-Амурского окружного комитета ВКП(б), 1-й секретарь Калмыцкого областного комитета ВКП(б).
Избирался депутатом Верховного Совета СССР 1-го созыва.